# Medalla Conmemorativa del 1000.º Aniversario de Kazán
La Medalla Conmemorativa del 1000.º Aniversario de Kazán (en ruso: Медаль «В память 1000-летия Казани») es una medalla conmemorativa estatal de la Federación de Rusia establecida por el Decreto Presidencial n.º 762 del 30 de junio de 2005, para conmemorar el mil aniversario de la fundación de la ciudad de Kazán, capital de la República de Tartaristán.

## Estatuto de concesión
Según el estatuto de concesión la Medalla Conmemorativa del 1000.º Aniversario de Kazán se otorga aː
- Residentes de la ciudad de Kazán que hayan participado en la Gran Guerra Patria de 1941-1945;
- Trabajadores domésticos que trabajaron durante la Gran Guerra Patriótica de 1941-1945 en la ciudad de Kazán durante al menos seis meses o recibieron órdenes y medallas de la URSS por su trabajo desinteresado en la guerra;
- A veteranos del trabajo; y a otros ciudadanos que hayan realizado una contribución significativa al desarrollo de la ciudad de Kazán.

El Decreto Presidencial n.º 1099 de 7 de septiembre de 2010 eliminó la medalla de la lista de premios estatales de la Federación de Rusia, con lo que actualmente ya no se otorga.
La medalla se lleva en el lado izquierdo del pecho y, si hay otras medallas de la Federación de Rusia, se coloca después de la Medalla Conmemorativa del 300.º Aniversario de San Petersburgo.
Cada medalla venía con un certificado de premio, este certificado se presentaba en forma de un pequeño folleto de cartón de 8 cm por 11 cm con el nombre del premio, los datos del destinatario y un sello oficial y una firma en el interior.

## Descripción

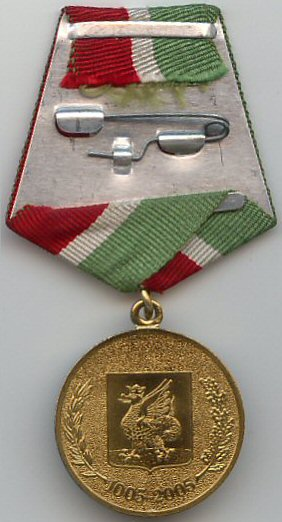
Reverso de la medalla

La Medalla Conmemorativa del 1000.º Aniversario de Kazán es una medalla circular de latón dorado de 32 mm de diámetro con un borde convexo por ambos lados.
En su anverso, en relieve, la imagen del Kremlin de Kazán bajo un sol naciente con rayos que se extienden hacia los lados y hacia arriba, rodeada por la inscripción en relieve a lo largo de la circunferencia de la medalla «En conmemoración del 1000 aniversario de Kazán» (en ruso: «В память 1000 -летия Казани»).
En su reverso, en el centro, el escudo de armas de la ciudad de Kazán, en la parte inferior la inscripción en relieve «1005 - 2005», a la izquierda a lo largo de la circunferencia de la medalla, una rama de laurel que sube a 3/4 de la altura, a la derecha a lo largo la circunferencia de la medalla, una rama de roble que sube 3/4 de su altura.
La medalla está conectada con un ojal y un anillo a un bloque pentagonal cubierto con una cinta de muaré de seda. Ancho de la banda - 24 mm. Cinta de tres colores: a la izquierda, una franja verde, a la derecha, una franja roja, cada una de 10 mm de ancho. Entre ellos hay una franja blanca de 4 mm de ancho.